# Foro de Nerva

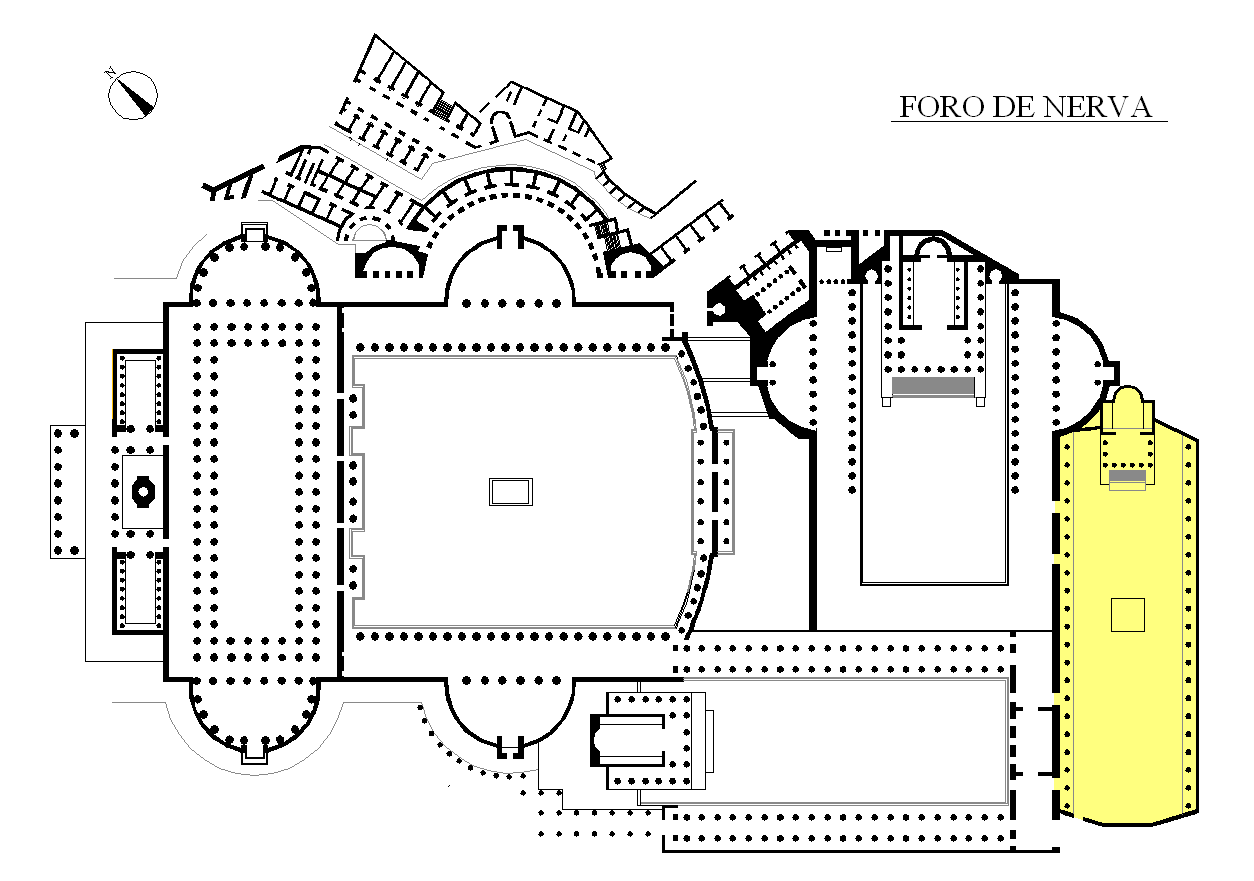
Planta y ubicación del Foro de Nerva dentro de los foros imperiales.

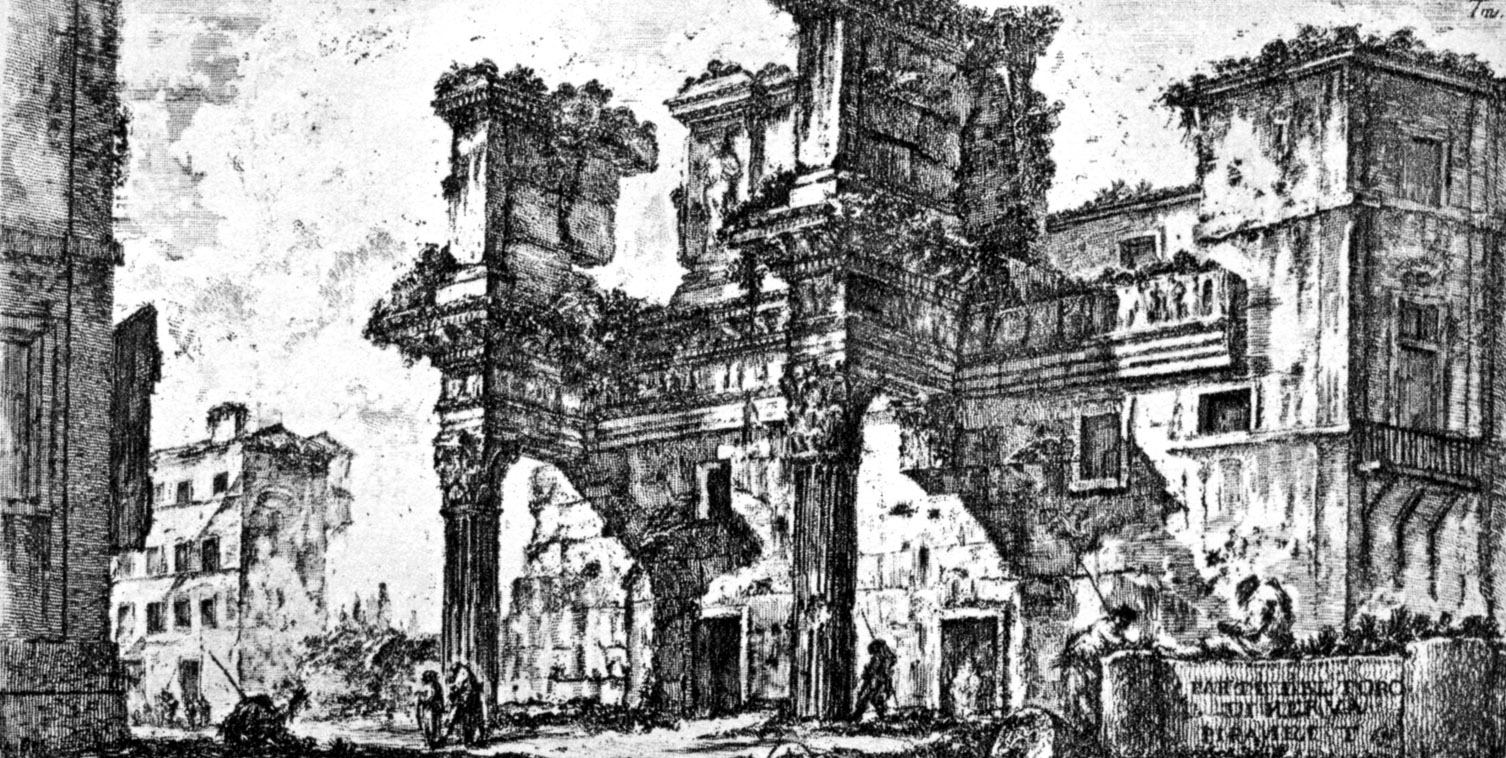
La llamada por los italianos "Colonnacce" del Foro de Nerva, en un grabado de Piranesi.

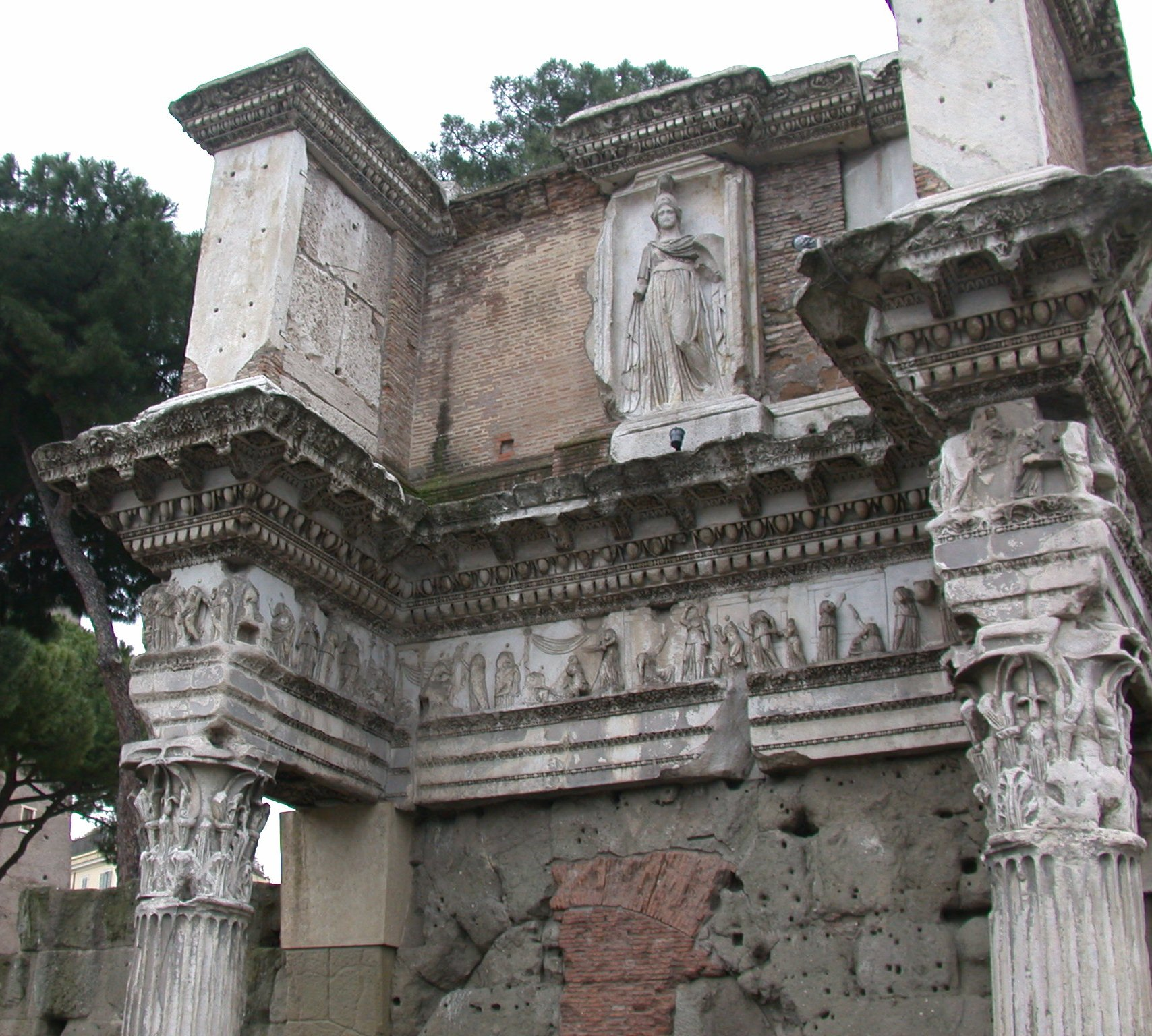
Restos del Foro de Nerva, las "Colonnacce", dos columnas corintias y parte del muro perimetral con un friso figurativo y la figura de Minerva.

El Foro de Nerva o Foro Transitorio es uno de los foros imperiales de Roma, el penúltimo de los construidos, sólo anterior al Foro de Trajano.

## Historia
El Foro de Nerva fue el cuarto y más pequeño de los foros imperiales. Su construcción fue iniciada por el emperador Domiciano antes del año 85, pero oficialmente finalizado y abierto por su sucesor, Nerva, en el año 97, que por la damnatio memoriae de su principal promotor, pasó a denominarse oficialmente, Foro de Nerva. También se le conoce como "Foro Transitorio" (en latín, Forum Transitorium) por su función y ubicación entre el Foro de Augusto y el Foro de la Paz, una zona de paso que se correspondía con el primer tramo del Argileto (en latín, Argiletum), un camino que desde la República conducía del barrio más popular y poblado de Roma, la Subura al Foro Romano. Esta larga vía que había sido utilizada como zona de mercado, con el nuevo foro continuó sirviendo a la vez como vía y como entrada monumental a los grandes foros.
La planta del complejo estaba condicionada por el espacio disponible entre las edificaciones existentes. Su forma es alargada y estrecha. Está rodeado por una columnata a cada lado, a poca distancia de los muros del recinto, en lugar de las habituales arcadas, que no hubieran cabido. Domiciano decidió colocar en el foro el Templo de Minerva, en honor de su diosa patrona, que dominaba el extremo occidental, encontrándose detrás el "Porticus absidiata", una semicircular entrada monumental creada para el acceso desde la Subura.
Por debajo de sus cimientos corría la Cloaca Máxima. El muro perimetral estaba realizado con bloques de peperino, un tipo de toba que luego se recubría con losas de mármol y se decoraba con columnas pareadas proyectantes. El friso del entablamento representa el mito de Aracne y otros relieves de incierta interpretación, la diosa Minerva, protectora de la artesanía y otras figuras que representan las personificaciones de las provincias romanas y que sería coronada por estatuas de bronce.
El Templo de Minerva estaba construido sobre un alto podio y tenía un pronaos hexástilo con columnas corintias de mármol, con orientación frontal y escalera única monumental. Su cella tenía un ábside.
El área habría sido ocupada anteriormente por un macellum (mercado) de la época republicana, que fue destruido por el fuego del año 64, así como viviendas. También se han descubierto, con anterioridad a la época republicana, dos tumbas de incineración datadas de los IX a. C. y  VIII a. C.
De acuerdo con fuentes antiguas, el emperador Alejandro Severo habría colocado en el foro estatuas colosales de los emperadores precedentes deificados, de los que no ha quedado ningún rastro.
Tras la caída del Imperio Romano, la zona volvió a ser parcialmente, zona pantanosa. En el siglo IX, se construyeron viviendas de carácter aristocrático en el lugar, con materiales recuperados de las ruinas. El templo de Minerva se mantuvo relativamente intacto hasta su demolición por el Papa Paulo V en 1606 para proveerse de materiales que se reutilizarían para construir la fuente monumental de Acqua Paola en el Janículo y la capilla Borghese en Santa Maria Maggiore.
El extremo oriental del complejo fue excavado en 1926-1940, con parte de las excavaciones posteriormente destruidas por la creación de la Via dei Fori Imperiali. Además se realizaron nuevos trabajos arqueológicos entre 1995 y 1996 que revelaron, entre otras, que antes de que se construyera este foro, en la primera mitad del siglo I, ya existía una columnata, que posteriormente sería sustituida por la propia del foro.